# Antonia León
Antonia León y Velasco, conocida también como La Bandola (Riobamba, 1782 - Ibarra), fue una mujer riobambeña precursora de la independencia quiteña.

## Biografía
Durante su vida, se trasladó a la ciudad de Ibarra donde moró y prestaba su vivienda para la discusión de las gestas independentistas. En 1809, cuando se involucró como espía en el proceso de independencia, se ganó el apodo de «La Bandola», además por su manejo de la pistola, el sable y la carabina. Fue a vivir a Quito, al barrio de Santa Bárbara, en 1812, y marcó oposición al general Toribio Montes, a quien denominó como «tirano», «carnicero», entre otros; este a su vez la persiguió, consiguió apresarla y permitió su tortura.
La aprehensión de Antonia se dio el 15 de diciembre de 1812, cuando el Alcalde Ordinario de Segundo Voto, Rafael Maldonado, inició el proceso judicial correspondiente para la confiscación de sus bienes; en la prisión del Recogimiento de Santa Marta rindió su confesión tres días después. El 20 del mismo mes y año, fue acusada de portar un cuchillo y se agravó la situación en su juicio. Finalmente, se resolvió su juicio con el destierro que se proclamó para ella en Cuenca, y también así perdió la mitad de sus bienes. Su abogado, Francisco Javier Escudero, consiguió su libertad el 8 de marzo de 1813, cuando volvió a Ibarra.

## Reconocimientos
Una calle del Distrito Metropolitano de Quito fue nombrada en su memoria.